# Lví důl
Lví důl (německy Löwengrund) je údolí ve východní části Krkonoš.

## Poloha
Lví důl je jedno z nejméně známých a nejméně navštěvovaných míst Krkonoš. Táhne se v délce přibližně 4 kilometrů a dno je převážně orientováno a svažuje se ze severozápadu na jihovýchod. Důl je hluboce zaříznutý a sevřený prudkými svahy Růžové hory na západě a Jelení hory na východě. Mísa v horním zakončení dolu je uzavřena na severozápadě nejvyšší horou Krkonoš Sněžkou, na severu Svorovou horou a mezi nimi Obřím hřebenem. V dolním zakončení se nachází zákrut, na kterým navazuje poslední 1 kilometr dolu orientovaný západ – východ. Z jižní strany k němu přiléhá Pěnkavčí vrch. Důl leží na území Krkonošského národního parku.

## Vodstvo
Osou Lvího dolu protéká Jelení potok, který se v jeho dolním zakončení zprava vlévá do Malé Úpy. Podle mapy z roku 1937 nesl jak potok (Löwen Bach), tak přilehlá Jelení hora (Löwenberg) shodné pojmenování Lví důl. Menší boční údolí s přítoky se nacházejí pouze v západním svahu dolu, východní je kompaktní.

## Vegetace
Převážná část Lvího dolu je zalesněna. Lesní porost je občasně přerušen pasekami, které až na dno dolu dosahují jen výjimečně.

## Komunikace a turistické trasy
Po celé délce Lvího dolu je po dně vedena neveřejná zpevněná cesta, která se v prostoru severní uzavírací mísy otáčí téměř o 180° a stoupá po východním svahu dolu k osadě Šímovy Chalupy na jižním svahu Jelení hory. V nedávné době byla po ní krátkodobě vedena žlutá turistická značka ze Spáleného Mlýna do Horní Malé Úpy. Brzy po vyznačení ale byla opět zrušena.

## Stavby
Na dně Lvího dolu se kromě drobných lesnických či vodohospodářských staveb žádné jiné nenacházejí. Obytná zástavba osad Grundbauden a Laubplanbauden v prostoru zákrutu v dolní části dolu zanikla po vysídlení Němců z Československa po druhé světové válce. Na svahu Jelení hory se nad Lvím dolem nachází osada Šímovy chalupy a na svahu Růžové hory Dolské boudy spadající pod obec Malá Úpa.